# Щербин, Владимир Николаевич

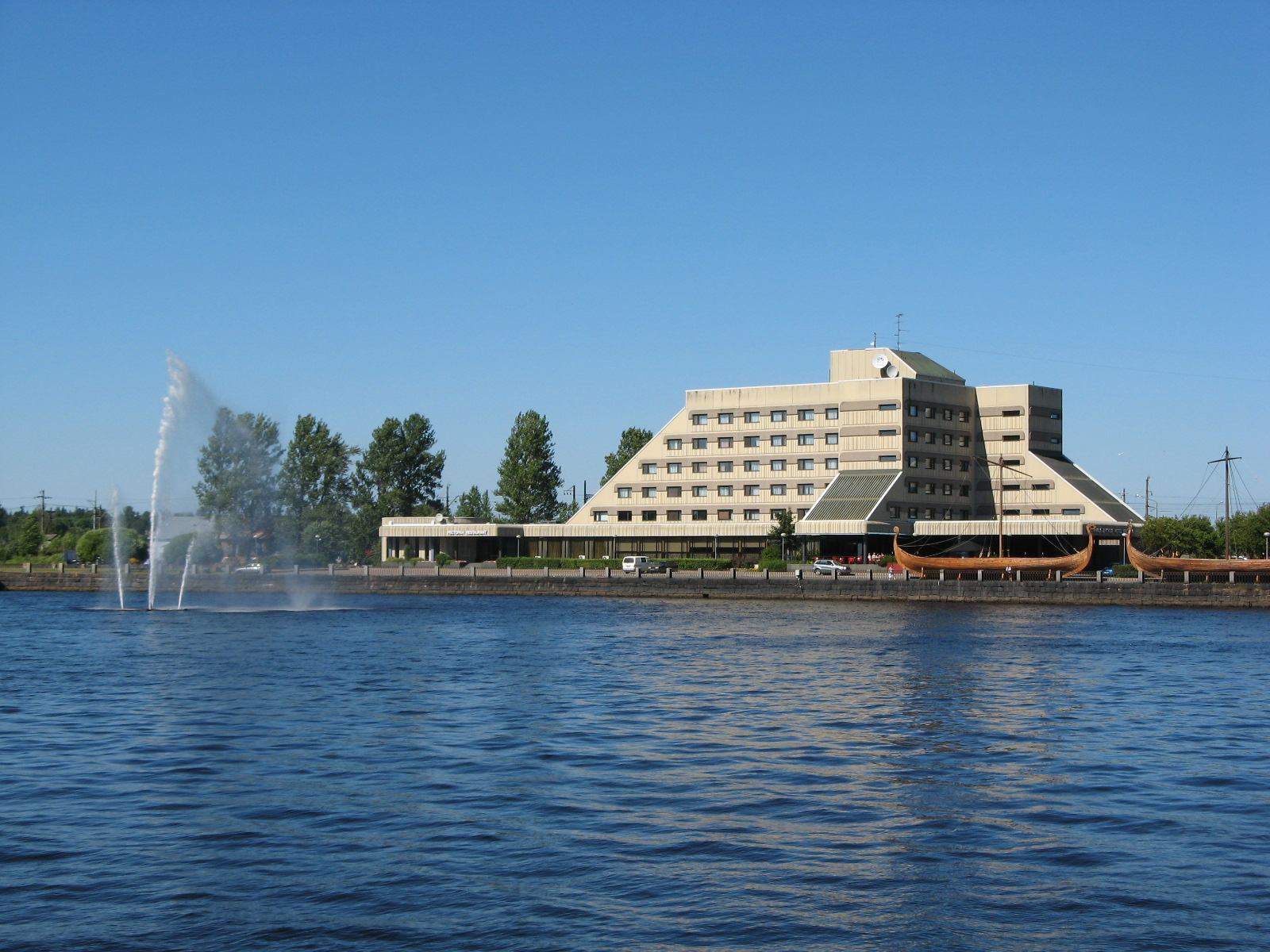
Гостиница «Дружба» в Выборге

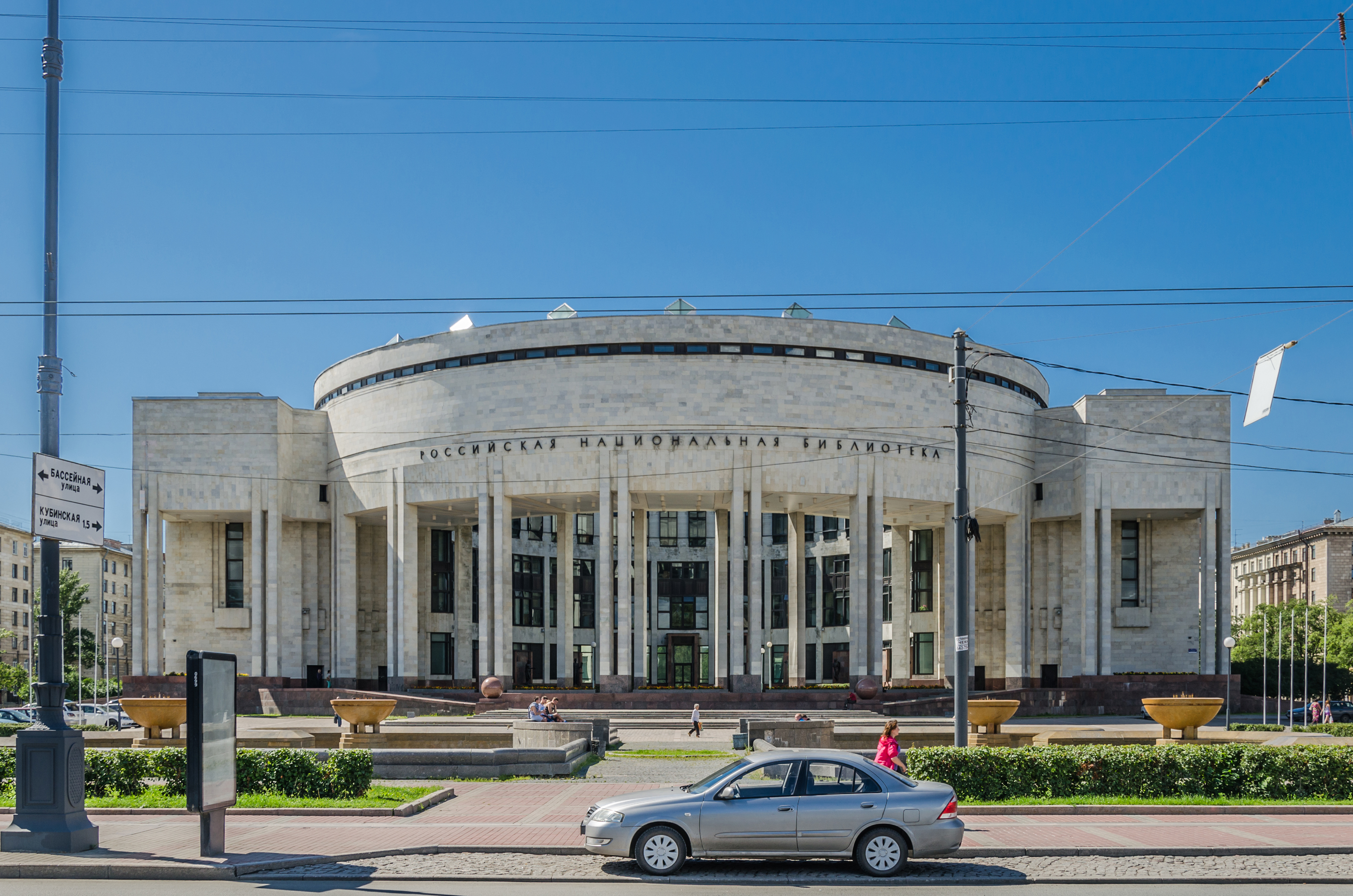
Здание Российской национальной библиотеки на Московском проспекте

Владимир Николаевич Щербин (23 сентября 1930 — 23 октября 1996) — советский и российский архитектор, график, живописец. Профессор, член-корреспондент Российской академии художеств, заслуженный архитектор России, член Президиума и секретариата Санкт-Петербургского отделения Союза архитекторов России. Ученик И. И. Фомина, А. К. Барутчева, Е. А. Левинсона.

## Биография
Родился в семье ленинградского архитектора Николая Щербина. После окончания школы поступил в Институт живописи, скульптуры и архитектуры имени И. Е. Репина, где учился с 3-го курса в мастерской Евгения Левинсона. После окончания института был приглашен Е. А. Левинсоном в институт «ЛенНИИпроект». Работал в мастерской № 5. В этот период архитектор спроектировал насколько жилых домов в Ленинграде и Ташкенте, совместно с Д. С. Гольдгором и Л. К. Варшавской здание гостиницы «Москва» в Ленинграде и здание МАТС (Междугородная автоматическая телефонная станция) на Синопской набережной. В 1972 году был назначен руководителем архитектурно-планировочной мастерской № 6 института «ЛенНИИпроект», которую возглавлял до 1996 года.
Преподавать начал в 1961 году на архитектурном факультете ЛВХПУ им. В. И. Мухиной; с 1968 года преподавал в Институте им. И. Е. Репина. В 1988 году было присвоено звание профессора, в 1994 назначен руководителем персональной творческой учебной мастерской. За 35 лет преподавательской деятельности Щербиным В. Н. было подготовлено и выпущено более 1000 студентов.
С 1950-х годов работал как профессиональный живописец, используя в качестве основного творческого метода живопись масляными красками. В 2001 году в Тициановском зале Научно-исследовательского музея Российской академии художеств открылась персональная выставка Щербина, состоящая более чем из 100 графических и живописных работ. Большинство живописных и графических работ находятся в собрании семьи художника.
Автор более 20 научных статей и публикаций.
Похоронен на Смоленском православном кладбище Санкт-Петербурга.

## Проекты
- Российская Национальная библиотека, новый корпус на Московском проспекте
- Гостиница «Москва»
- Гостиница «Дружба» в Выборге
- Станции метрополитена «Чёрная речка», «Старая деревня», «Пионерская», «Площадь Александра Невского-2»
- Жилые дома на Богатырском пр., 4, 8, 10, Варшавской ул., д. 29, к. 1, Коломяжский пр., д. 32, аллея Котельникова, д. 2, пл. Льва Мациевича, д. 1, Московский пр., д.73, Дибуновская улица, дом 37[1].

## Память
- В 1998 году по инициативе администрации средней общеобразовательной школы № 4 г. Гатчины, которую Щербин закончил в 1948 году, на фасаде школы была установлена мемориальная доска, проект которой был выполнен архитектором, дочерью мастера — Е. В. Щербиной.